# Adlai Stevenson
Adlai Stevenson II (Los Ángeles, 5 de febrero de 1900 - Londres, 14 de julio de 1965) fue un abogado, político y diplomático estadounidense. Fue en dos ocasiones candidato a la presidencia de Estados Unidos por el Partido Demócrata.
Fue gobernador de Illinois entre 1949 y 1953. Se presentó como candidato a la presidencia de Estados Unidos en 1952 y 1956 por el partido Demócrata frente a Dwight D. Eisenhower y posteriormente embajador ante la Organización de las Naciones Unidas (ONU) durante la presidencia de John F. Kennedy (1961-1963) y en el posterior mandato de su sucesor, Lyndon B. Johnson (1963-1965).
En este periodo como embajador de Estados Unidos en la ONU, jugó un importante papel, en el que se enfrentó, entre otros temas, a la crisis de los misiles de Cuba ante el representante soviético, Valerián Zorin, que defendía que la presencia militar soviética en Cuba era meramente defensiva. Se dice que perdió credibilidad porque, en un momento crítico, negó que Estados Unidos hubiera apoyado la invasión a Cuba durante el episodio en Bahía de Cochinos.